# Med Örnen mot polen
Med Örnen mot polen är en bok från 1930 som skildrar Andrées polarexpedition år 1897. Boken gavs ut Svenska Sällskapet för Antropologi och Geografi "på grundval av S.A. Andrées, Nils Strindbergs och Knut Frænkels sommaren 1930 på Vitön funna anteckningar".
Produktionen av den närmare 500 sidor tjocka boken gick mycket snabbt under hösten 1930. Andrée-expeditionens sista läger på Vitön hittades den 6 augusti 1930. Bokens förord är daterat redan den 24 oktober och boken är tryckt och utgiven senare samma år av Albert Bonniers förlag.
Med Örnen mot polen kunde ges ut med stöd av bland annat släktingar till expeditionsdeltagarna, som överlät publiceringsrätten till samfundet, samt privata gåvor. Den norska tidningen Aftenposten skänkte till exempel 10 000 kronor. 
Boken bygger till stor det på det material som hittades på Vitön av den forskargrupp på fartyget Bratvaag, under ledning av geologen doktor Gunnar Horn, som fann lägret, samt av en något senare expedition ledd av den svenska journalisten Knut Stubbendorff. Den gruppen kom till Vitön den 5 september. I materialet som ligger till grund för boken finns bland annat Andrées dagböcker, Strindbergs almanacka med noteringar och hans observationsböcker, samt Frænkels meteorologiska journal. Boken innehåller även flera fotografier som tagits av expeditionen och som legat oframkallade i den arktiska kylan i 33 år. Samfundet skriver i sitt förord att dessa källor "...ge en så fullständig bild av expeditionens öden, att redaktionskommittén ansett det riktigaste vara att sätta S.A. Andrée, Nils Strindberg och Knut Frænkel som författare till denna volym".
Expeditionens eget material kompletteras med kapitel som bland annat beskriver de tre deltagarna, förberedelserna för expeditionen, samt arbetet med att konservera fynden och framkalla fotografierna, och polarfärdens avslutning när kropparna fördes till Stockholm för begravning.
Boken översattes till flera olika språk, bland andra engelska, polska, italienska, danska, finska, tyska och franska. Den gavs ut i en ny svensk reviderad upplaga år 1978.
Författaren Bea Uusma, som år 2013 vann Augustpriset i kategorin fackböcker med sin skildring av polarexpeditionen, Expeditionen – Min kärlekshistoria, berättar i förordet till sin bok att det var just Med Örnen mot polen som väckte hennes intresse för de tre ballongfararnas öde.